# Максимович, Виктор Фомич
Ви́ктор Фоми́ч Максимо́вич (23 апреля 1913, Оренбург — 1977, Ленинград) — советский оператор игрового и неигрового кино, фронтовой кинооператор в годы Великой Отечественной войны.

## Биография
Родился 10 (23) апреля 1913 года в Оренбурге в семье рабочих, окончил среднюю школу в Аулие-Ате (ныне — Тараз в Казахстане).
 С 1930 года работал помощником оператора на Ленинградской кинофабрике «Союзкино» («Ленфильм» — с 1934 года) на картинах: «Юность Максима» (1934), «Возвращение Максима» (1937), «Пётр Первый» (1-я серия, 1937), «Выборгская сторона» (1938). Параллельно обучался в Ленинградском институте киноинженеров, который окончил в 1935 году. На ленинградской студии «Белгоскино» снял короткометражный фильм «Налим» (1938), с того же года — оператор Ленинградского отделения «Учтехфильмтяжпром», был одним из совершивших поездку в Галицию для съёмок фильма «Освобождение» (1940).
В первые дни войны был призван в Красную армию, работал в киногруппах Ленинградского и Волховского фронтов, вёл съёмки боевых операций в районах Пулково, Красного Села, Антропшино, Пушкина и Павловска. Снятый им материал неизменно получал хорошие оценки.
 В период 1943—1944 годов трудился в киногруппе 3-го Прибалтийского фронта. Окончание войны встретил в составе киногруппы 4-го Украинского фронта (1944—июнь 1945).
После возвращения в Ленинград в 1945—1947 годах безуспешно пытался получить работу на «Ленфильме». C 1947 год — оператор Ленинградской студии кинохроники, кроме фильмов является автором сюжетов для кинопериодики: «Ленинградский киножурнал», «Наш край», «Советская Карелия», «Союзкиножурнал». В 1948 году на полгода был откомандирован в ГК НИИ ВВС, осуществлявший испытательные полёты первых реактивных самолётов.
 От случая к случаю работал вторым оператором на постановках «Ленфильма»: «Алеко» (1953), «Два капитана» (1955), «Девчонка, с которой я дружил» (1961), «Зелёная карета» (1967), «Снегурочка». Был оператором комбинированных съёмок на картине «Прощание с Петербургом» (1971).

## Фильмография
- 1938 — Монтаж зданий из крупных блоков
- 1938 — Налим
- 1938 — Производство крупных блоков
- 1940 — Освобождение (совм. с группой операторов; нет в титрах)
- 1942 — Ленинград в борьбе (совм. с группой операторов)
- 1943 — Ладога (совм. с группой операторов)
- 1944 — 42-я армия в боях за Родину (совм. с Я. Блюмбергом)
- 1944 — Великая победа под Ленинградом (совм. с группой операторов)
- 1944 — К вопросу о перемирии с Финляндией (совм. с группой операторов)
- 1945 — Освобождённая Чехословакия (совм. с группой операторов)
- 1950 — Новый стадион (совм. с группой операторов)[7]
- 1951 — Карело-Финская АССР (совм. с В. Чулковым, А. Ксенофонтовым, В. Гардановым)
- 1952 — Советская Бурят-Монголия
- 1953 — Великое прощание (совм. с группой операторов)
- 1954 — Рейс мира  (совм. с С. Фоминым, Я. Гринбергом, Г. Трофимовым, С. Масленниковым)[8]
- 1956 — Мужчины остаются дома
- 1959 — Актёр Николай Черкасов
- 1959 — Подвиг Ленинграда[9]
- 1960 — Победитель
- 1962 — К новым рубежам (совм. с В. Валдайцевым)[10]
- 1962 — Осторожно! Поезда!
- 1963 — Клеточное звероводство (совм. с А. Доббельтом)

## Награды
- Медаль «За оборону Ленинграда» (22 декабря 1942)[11]
- Орден Красной Звезды (4 декабря 1944)[12]
- Медаль «За победу над Германией в Великой Отечественной войне 1941—1945 гг.» (9 мая 1945)[13]
- Медаль «За доблестный труд в Великой Отечественной войне 1941—1945 гг.» (6 июня 1945)[14]
- Орден Отечественной войны II степени (14 июня 1945)[5]

## Комментарии
1. ↑  Работая на «Учтехфильмтяжпроме», не прерывал контакты и с «Ленфильмом», готовясь вместе с А. Н. Москвиным к съёмкам фильма «Карл Маркс», закрытого из-за начавшейся войны.
2. ↑  По данным историка кино В. И. Фомина, на «Ленфильме» Максимович испытывал сложности с получением работы.